# Mijaíl Ippolítov-Ivánov
Mijaíl Mijaílovich Ipolítov-Ivánov (Ruso: Михаил Михайлович Ипполитов-Иванов) (19 de noviembre de 1859 – † 28 de enero de 1935) fue un compositor, director de orquesta y profesor ruso.

## Biografía
Nació el 19 de noviembre de 1859 en Gátchina, cerca de San Petersburgo, donde su padre fue empleado mecánico del palacio. Ipolítov-Ivánov estudió en su casa y fue un joven coreuta en la Catedral de San Isaac, donde también recibió instrucción musical, antes de ingresar al Conservatorio de San Petersburgo en 1875. Completó sus estudios de composición en 1882 siendo pupilo de Nikolái Rimski-Kórsakov, de quien tuvo una fuerte influencia.
Su primer salario fue como director de la música académica y director de la orquesta in Tiflis, capital de Georgia donde permaneció siete años. Durante este periodo desarrolló su interés en la música tradicional caucasiana, imprimiéndole colores melódicos y rítmicos de la música de las minorías no eslavas a mucha de sus obras.
En 1893 fue profesor en el Conservatorio de Moscú, del cual fue director entre 1905 hasta 1924. Prestó sus servicios como director de la Sociedad Coral Rusa (1895-1901), las compañías de Ópera Mámontov y Zimín y, después de 1925, el Teatro Bolshói. Entre sus pupilos, se incluyen Reinhold Glière y Serguéi Vasilenko.
Políticamente, Ipolítov-Ivánov ejerció una independencia mesurada. Fue presidente de la Sociedad de Escritores y Compositores en el año 1922. Murió en Moscú el 28 de enero de 1935.
La suite orquestal "Kavkázskiye Eskizy" (Bosquejos Caucasianos), escrita en 1894, es un ejemplo de la deuda del compositor con Rimski-Kórsakov, así como también la influencia de la canción folclórica, en este caso, la música de Georgia y en su obra, un elemento evidente en la "Obertura de Primavera" (Yar-khmel) y en las escenas bíblicas que formaron la ópera "Ruf" (Ruth).
Entre sus obras, encontramos óperas, música orquestal, de cámara y una larga lista de canciones. Completó la ópera "El Casamiento" de Modest Músorgski. Actualmente, su música es raramente interpretada y escuchada. El director japonés Akira Kurosawa utilizó su Suite no. 1 en la última escena de la película Sueños de 1990.
Mijaíl Ippolítov-Ivánov es considerado, junto a Camile Saint-Saëns, como uno de los pioneros en hacer música para el cine. Participó en la película “Stenka Razin”. 

## Obra

### Música orquestal
- Scherzo Sinfónico, Op. 2 (San Petersburgo, 20 de mayo de 1882)
- Yar-khmel (Obertura de Primavera), Op. 1 (San Petersburgo, 23 de enero de 1883 con dirección del compositor)
- Bosquejos Caucasianos
  - Suite No. 1, Op. 10 (Moscú, 5 de febrero de 1895 con la dirección del compositor)
  - Suite No. 2, Op. 42 (Iveria) (Moscú, 1906)
- Sinfonía No. 1 en Mi menor, Op. 46 (Moscú, 1908)
- Rapsodia Armenia Op. 48 sobre temas nacionales, (Moscú, 1909)
- Sur la Volga, (Moscú, 1910)
- Mtsyri, poema sinfónico, (Moscú, 1922)
- Marcha Turca, Op. 55, (Bakú, 1929)
- Tres Cuadros Musicales, Op. 56, de los Cantos de Ossian, (Moscú, 1927)
  - Lago Lyano.
  - El Lamento de Kolymá.
  - Monólogo de Ossian sobre Héroes Contemporáneos.
- Episodios de la Vida de Schubert, Op. 61, (1929)
- Fragmentos Turcos, Op. 62 (1930)
- En las Estepas de Turkmenistán.
- Marcha Voroshílov.
- Marcha de Jubileo.
- Escenas Musicales de Uzbekistán, poema sinfónico.
- Año 1917.
- Suite Catalana, (1934)
- Suite sobre Temas Finlandeses.
- Kaleria, (1935)

### Música de Cámara
- Cuarteto de Cuerdas No. 1 en La menor, Op. 13 (publicado 1890)
- Sonata para Violín y Piano, Op. 8 (1895)
- Una Tarde en Georgia para arpa, flauta, oboe, clarinete y fagot.
- Cuarteto para Piano y Cuerdas, Op. 9'.
- Ballade Romantique Op. 20, para violín y piano (publicada por Universal Edition en 1928)

### Música Vocal
- Balada Alsaciana para coro mixto a cappella.
- Cinco Piezas Características para coro y orquesta o piano.
- La Leyenda del Cisne Blanco para coro mixto a cappella.
- Cantata a la Memoria de Pushkin para coro de niños y piano.
- Cantata a la Memoria de Zhukovski para coro mixto y piano.
- Himno Pitagórico al Sol Naciente para coro mixto, 10 flautas, 2 arpas y tuba.
- Cantata a la Memoria de Gógol para coro de niños y piano.
- Himno al Trabajo para coro de niños y orquesta.
- Liturgia de San Juan Crisóstomo, Op. 37
- Vespers, Op. 43.
- 116 Melodías.